# マヌカハニー

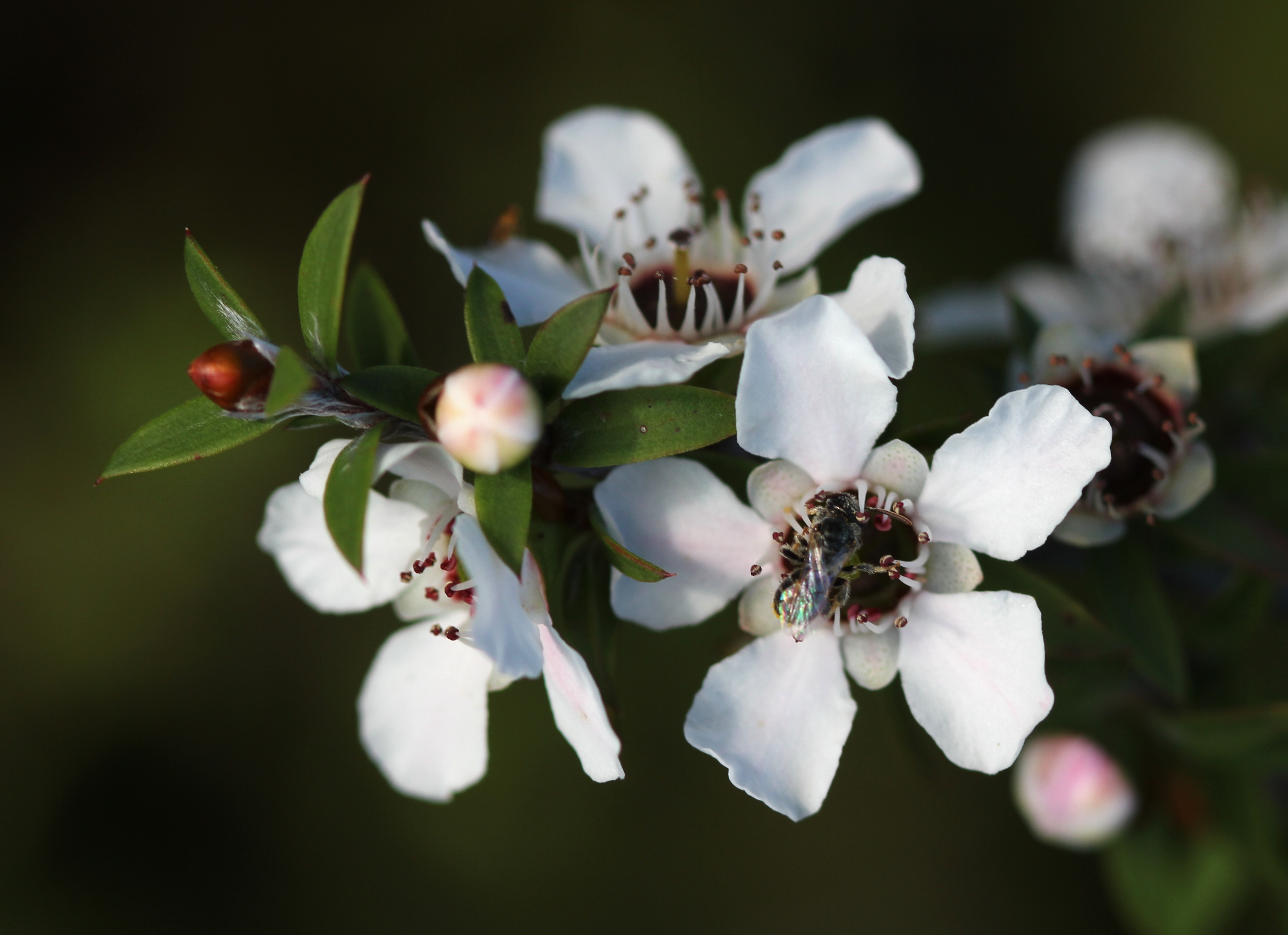
マヌカの花

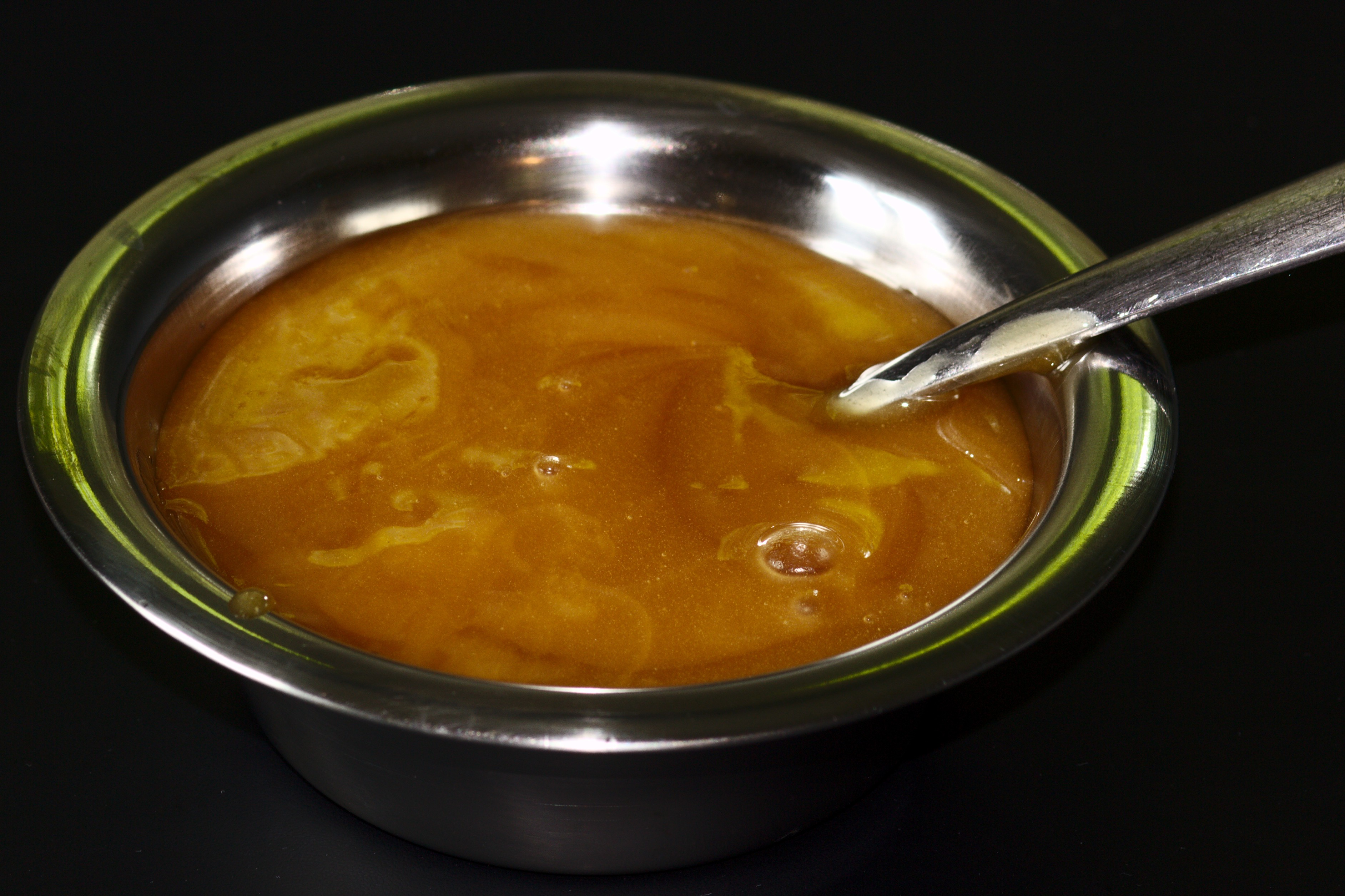
マヌカハニー

マヌカハニー（英語: Manuka honey）は、マヌカの花から採取された蜂蜜である。マヌカハニーは、ギョリュウバイの花からセイヨウミツバチによって採取された蜂蜜であり、主にニュージーランドやオーストラリアなどで採取されている。
蜂蜜自体が殺菌作用を持つが、マヌカハニーには特に強い殺菌・抗菌・抗炎症作用を持つことが数々の実験で明らかにされている。マヌカハニーの色は茶色く濁っており、非常に粘稠（粘り気があって密度の濃い）である。この特性は、マヌカハニーに含まれるタンパク質のコロイドの存在によるものである。

## 概要
マヌカは原産地ニュージーランドのマオリ語で「復活の木」を意味する。木自体の葉や樹皮が薬として利用されていた。もともとニュージーランド在来のミツバチは小型で地中に巣を作るため、蜂蜜を採取するには不向きであった。しかし、西洋人によってセイヨウミツバチが持ち込まれ、蜂蜜が採取されるようになった。

### 定義、基準、線引き
ニュージーランド政府は2018年、偽造品取引撲滅への取り組みの一環として、マヌカハニーの科学的定義を採用した。今後、ニュージーランドから海外へ輸出されるマヌカハニーは、ニュージーランド第一次産業省（MPI）認可の検査機関による化学的な定義テストに合格する必要がある。このテストは4つの化学検査と、DNA検査の5つの属性から構成されている。特に化学検査においては、3-フェニル乳酸、2’-メトキシアセトフェノン、2-メトキシ安息香酸、4-ヒドロキシフェニル乳酸の4つの化学物質がすべて存在することを確かめる。マヌカハニーとしてラベル付けするためには上述の5つのテストすべてに合格したものでなければならない。この科学定義テストは2018年1月5日に初めて実施された。ニュージーランドの国内法で認められている唯一の規格であるが、ニュージーランドの国内市場で販売されているマヌカハニーについて、MPIは規格を定めていない。なお、ニュージーランド政府によるマヌカハニー定義に加え、UMFハニー協会（UMFHA）では別に基準（メチルグリオキサール（MGO）、ジヒドロキシアセトン（DHA）、レプトスペリン、ヒドロキシメチルフルフラールの含量検査）を設けてUMF認証及びグレーディングしている。
オーストラリアマヌカハニー協会（AMHA）は、オーストラリアのマヌカハニーの標準的な基準を設け、その基準に適合するマヌカハニーを認定している。オーストラリアマヌカハニー協会公認のマヌカハニーは全て天然のマヌカ蜂蜜であり、オーストラリアで生産され、基準値以上のメチルグリオキサール、ジヒドロキシアセトン、およびレプトスペリンを含む。
マヌカには、生息域が共通し、葉や花の形などが非常によく似ており、花の時期も同じフトモモ科のカヌカ（学名:Kunzea ericoides）がある。この2種を区別することができない養蜂家もいる。カヌカの木から採れた蜂蜜はカヌカハニーと呼ばれ、外見や風味はマヌカハニーによく似ているが、マヌカハニーにみられるような効果・効能はない。 
ギョリュウモドキ（ヘザー、学名:Calluna vulgaris）の蜂蜜もまた、マヌカハニーによく似ているが、マヌカとは異なり、夏の終わりに植物の花が咲き、北温帯のヨーロッパと中央アジアの山岳に分布しているため、ヘザーの蜂蜜がマヌカハニーと間違えられることはない。

## 風味・芳香
マヌカハニーには独特の強い香りがあり 、「土っぽい、油っぽい、草本的」とされている。ニュージーランドの蜂蜜業界では、「湿った土のようなアロマティックな香りと、やや苦い・薬っぽい風味がある」とされる。 

## 効果
強力な殺菌作用があるとされる。通常の蜂蜜にも含まれているグルコン酸に加え、メチルグリオキサールを含むため、体内に入っても殺菌作用が持続する、とされる。
マウスを用いた経口摂取の対照実験の結果、腸内フローラの中の、「日和見菌」（悪玉菌）とされるバクテロイデテスの割合を減らし、「善玉菌」とされるラクトバチルスの割合を有意に増やすことが明らかにされた。
またピロリ菌や病原性大腸菌にも殺菌効果を発揮するとされているが、メチルグリオキサールの病原性大腸菌に対する効果については（2012年時点では）研究中であった。また、マヌカハニーには陥入爪の治療後の細菌感染のリスクを低下させる効果はないことがわかっている。

## 利用
- 古くから風邪の民間療法における代替薬としても使用されている。
- （近年では）健康維持に貢献する食品として日常的に摂取することも広く行われている。
- いわゆる「スーパーフード」のひとつとして摂取する人もいる。
- 塗り薬の医薬品としてFDAに認可されている。

## 偽造品や粗悪品の横行
マヌカハニーはその希少性から高値で取引されているため、偽造品（ニセモノ）や混ぜ物をした粗悪品が世界中で出回ってしまっている。ニュージーランドのマヌカハニー生産者の主要な貿易協会であり、独立審査機関でもあるUMFハニー協会（UMFHA）の調査によると、ニュージーランド国内生産量は年間約1700トンで、これが世界の総生産量の大半を占めるが、「マヌカハニー」と称して世界で販売されているものは年間で約10,000トンもあり、イギリス国内だけでも約1800トン販売されている。つまり、（2010年代ではすでに）世界各地の店舗で「マヌカハニー」とラベルが貼られて棚に並べられて売られている商品の大部分は、ただのニセモノや、もしくは効果が無くなるほどまでに他の物質を混ぜて薄めてしまったもの（詳細は以下に解説）、でしかない。
2011年から2013年にかけて英国で行われた政府機関の調査では、サンプリングされたマヌカラベル付きのマヌカハニーの大部分は、マヌカハニーの持つ非過酸化物抗菌活性を欠いていた。同様に、2012年から2013年にイギリス、中国、シンガポールの貿易協会が調査した73サンプルのうち、43サンプルが陰性であった。さらに香港で別の貿易協会によって行われた調査では、サンプリングされた56個のマヌカハニーのうち14個がシロップで薄められていたことが判明している。2013年、英国食品規格局は、当局にマヌカハニーのメーカーに対し、法令順守の必要性を警告するよう依頼した。   
純粋なマヌカハニーを作るためには、多くのマヌカの木が必要であるだけでなく、マヌカ以外の植物からミツバチが蜜をとれないような環境が必要になる。こういった環境は限られてくるため、生産者の間では争いが増えており、多くの巣箱がさまざまな妨害、または盗難に遭っている。
一般的にメチルグリオキサールの含有量をしめすMG値や『UMFハニー協会（UMFHA）』が示すUMF(ユニークマヌカファクター,Unique Manuka Factor)や『バッチナンバー、バッチ数(Batch No)』などの数値が認証機関や製造者、輸入販売社のロゴやホログラムなどとともにラベルに表記されているが、ラベルも含めて偽物の可能性はある。また、消費者はラベルやホログラムだけでは判断できず、書かれている数値を計測する手段も持たない。

## 参照資料
1. 1 2  Matheson, Andrew; Reid, Murray (2011). Practical beekeeping in New Zealand, 4th Edition. Exisle Publishing. pp. 80. ISBN 9781877568527
2. ↑  Tanguy, C. Marina Marchese & Kim Flottum ; illustrations by Elara (2013). The honey connoisseur : selecting, tasting, and pairing honey, with a guide to more than 30 varietals. ISBN 9781579129293. "It (Leptospermum scoparium) is native to New Zealand and Australia""
3. 1 2  Jon Morgan (2009年3月5日). “Money from honey - a family affair”. Dominion Post 2011年3月12日閲覧。
4. ↑  Ministry for Primary Industries. “Interim Labelling Guide for Manuka Honey”.   New Zealand Government. 2015年1月13日時点のオリジナルよりアーカイブ。2014年12月22日閲覧。
5. ↑  “万能薬といわれる「マヌカハニーとは」”.   有限会社薬師堂薬局. 2025年5月25日閲覧。
6. ↑  マヌカハニーの科学的定義 - JCI / ピュアハニーダイレクト 2020年2月16日閲覧。
7. ↑  “Mānuka honey”.   Ministry of Primary Industry (2018年2月5日). 2020年2月13日閲覧。
8. ↑  “Australian Manuka Honey Association - Our Quality Standards” (英語). Australian Manuka Honey Association. 2019年7月9日閲覧。
9. ↑  Julie Biuso, Sizzle: Sensational Barbecue Food, Monterey, Cal.: Julie Biuso Publications, 2008, p. 154
10. ↑  Crescent Dragonwagon, Passionate Vegetarian, New York: Workman Publishing Co., 2002, p. 958
11. ↑  マヌカハニーのマウス腸内フローラにおよぼす影響
12. ↑  Eekhof, JA; Van Wijk, B; Knuistingh Neven, A; van der Wouden, JC (Apr 18, 2012). “Interventions for ingrowing toenails”. Cochrane Database of Systematic Reviews 4 (4):  CD001541. doi:10.1002/14651858.CD001541.pub3. hdl:1871/48564. PMID 22513901.
13. ↑  Jonathan Leake (2013年8月26日). “Food fraud buzz over fake manuka honey”. The Times (London).  オリジナルの2013年9月15日時点におけるアーカイブ。 2013年12月28日閲覧。
14. ↑  Mike Barrington (2012年11月7日). “Honey fights: Millions of bees slaughtered”. The New Zealand Herald 2013年12月28日閲覧。
15. ↑  Roy (2016年11月4日). “Honey wars: crime and killings in New Zealand's booming manuka industry” (英語). the Guardian. 2018年10月29日閲覧。